# Biorythme des marées
Les biorythmes de marées regroupent les processus endogènes cycliques des organismes vivant en milieux intertidaux.
Les pics d’activité de ces organismes sont observés toutes les 12,4 heures environ, soit la durée d’une marée haute et d’une marée basse.

## Hypothèse de l’horloge circalunaire
Selon Palmer et Williams, le fonctionnement du biorythme des organismes vivant en milieux intertidaux proviendrait de ce qu’ils nomment l’hypothèse de l’horloge circalunaire. Selon cette hypothèse, les deux pics d’activité de ces organismes seraient régulés par deux horloges biologiques d’une phase de 24,8 heures chacune. Elles seraient couplées en antiphase, ce qui expliquerait la séparation de 12,4 heures entre les pics. Ces horloges peuvent être découplées lorsque exposées à certaines conditions environnementales, ce qui, en conséquence, pourrait provoquer l’absence ou la fragmentation des pics, à la manière d’un cycle circadien. Cette hypothèse serait, entre autres, en accord avec une étude de Barnwell, où des crabes violonistes originaires des Caraïbes et donc habituellement exposés à un unique cycle de marées par jour ne possèdent qu’un seul pic d’activité, mais lorsque des crabes de cette même espèce en provenance du Pacifique sont mises à l’étude, ceux-ci présentent deux pics d’activité, en rythme avec les deux cycles de marées de cet océan.

## Séparation des rythmes circadien et intertidal
Il a été observé qu’une même espèce pouvait à la fois suivre un rythme circadien d’environ 24 heures ou un cycle intertidal avec des pics aux 12.4 heures. Williams et Naylor, en 1967, ont effectué une étude sur les crabes Carcinus maenas d’Angleterre. Ces crabes, élevés dans un rythme circadien, conservaient ce rythme en noirceur totale. Cependant, après les avoir plongés pendant plusieurs heures dans l’eau froide à 4 °C, les crabes présentaient ensuite un rythme intertidal, et ce sans jamais avoir vu la mer. Les mêmes crabes, en provenance cette fois de la Méditerranée, où il n’y a pas de marée véritable, ne suivaient jamais un rythme de 12.4 heures, mais bien uniquement un rythme circadien. Cela a démontré que le rythme des marées est une adaptation régionale, mais héritée. À la suite de ses études des crabes Carcinus maenas, Naylor argumente, dans le cas du biorythme intertidal, en faveur d’une durée de phase de 12,4 heures,.
La présence de rythmes circadien et intertidal sont reconnus pour quelques espèces en milieux de marées. La séparation de l’horloge circadienne et intertidale a été mise en évidence chez plusieurs organismes. Les protéines influençant les rythmes circadiens sont bien connues, c’est pourquoi les méthodes utilisées pour prouver cette dichotomie des cycles sont souvent similaires.
Chez le pou de mer moucheté, Eurydice pulchra, la co-existence de ces deux rythmes a été confirmée. En effet, pendant le jour, leur quantité de chromatophores dorsaux est considérablement plus élevée que la nuit. Ce rythme est notamment dû à deux protéines circadiennes : EpPER et EpTIM. Cette découverte a permis de séparer le phénotype circadien et le phénotype de marées. En effet, lorsque l’on injecte l’ARNi knockdown de EpPER dans l’organisme, il est possible de remarquer que le cycle de EpTIM et de EpPER est fortement affecté. Ce changement implique une modification du rythme des chromatophores et donc du rythme circadien. En revanche, cette injection n’a aucun effet sur le cycle en lien avec les marées. Une étude similaire, effectuée par Takekata et al. sur Apteronemobius asahinai, un insecte vivant dans les mangroves, a abouti à la même conclusion pour cet organisme; l’inactivation par ARNi des gènes CLOCK et per, essentiels au bon fonctionnement du rythme circadien, n’a pas affecté le cycle intertidal de ces organismes. Cette dissociation a aussi été observée chez la moule Mytilus californianus, où l’expression de plusieurs gènes a été quantifiée. Connor et Gracey y ont observé beaucoup de gènes suivant une expression circadienne, de même que plusieurs suivant une expression intertidale. Lorsque l’animal était complètement submergé, la majorité des gènes tidaux ne suivait plus une expression normale, suggérant l’alternance émergé-submergé comme candidat pour le rythme tidal. Ces études démontrent donc que le rythme circatidal chez les organismes des marées est indépendant de leur rythme circadien.

## Mécanismes endogènes
Il existe, pour le moment, très peu d’études portant sur les mécanismes biochimiques et moléculaires responsables de la régulation de l’horloge des organismes intertidaux. Certains chercheurs spéculent que les mécanismes endogènes régulant le biorythme de ces organismes seraient semblables à ceux responsables du maintien du cycle circadien, sans toutefois dépendre des mêmes gènes.

## Entraînement
Une étude menée sur le crabe terrestre Sesarma haematocheir avait pour objectif d’étudier l’influence du cycle lunaire sur la libération larvaire chez cette espèce et sa synchronisation avec les marées. Il a été remarqué que lorsque ces organismes sont soumis à un cycle lunaire artificiel de 24,5 heures ou 24,8 heures, l’éclosion des larves est parfaitement corrélée aux marées. En l’absence de ce cycle, aucune rythmicité n’est observée. Le cycle lunaire permettrait ainsi de générer un rythme semi-lunaire, c’est-à-dire avec une activité bimensuelle, tous les 15 jours. Au vu des résultats, le rythme semi-lunaire n'apparaît que lorsque le rythme est en phase avec les marées, ils ont alors supposé que ces derniers soient simultanés et impliqués au même instant. Il serait donc sous l’influence du même agent d'entraînement.
Cependant, malgré ces résultats et le fait que cette éclosion semble être également rapprochée des premier et troisième quartiers lunaires, les variations de luminosité entre la pleine lune et la nouvelle lune ne sont pas évidents et ne permettent pas à eux seuls l’entraînement en milieu naturel. Le décalage quotidien des heures de lever et de coucher de la lune, tant qu’à lui, permettrait une synchronisation des rythmes, mais ce facteur n’est pas essentiel. Jusqu’à présent, aucune étude n’a encore permis d’identifier véritablement l’élément du cycle lunaire responsable de l’entraînement.
D’autres études suggèrent plutôt que l’entraînement serait dû aux changements de pression hydrostatique,. En effet, typiquement, ces études soumettaient leurs sujets à des pulsations régulières de pression hydrostatiques de 0,3 atm, simulant l’effet de marées à des intervalles de 12,5 heures; les pics d’activité étaient généralement observés lors des baisses de pression. Cependant, il est à noter qu’il y aurait possibilité que la lumière puisse masquer les effets d’entraînement de la pression hydrostatique cycle intertidal chez les organismes possédant aussi un rythme circadien. Cela, toutefois, reste à confirmer.